# 中央研究院数学研究所
中央研究院数学研究所，簡稱中研院数学所，中华民国中央研究院的附属研究機構，1947年在上海正式成立，首任所长姜立夫，陈省身曾任代理所长。今位於國立臺灣大學總校區內的天文數學館。

## 沿革

### 創設
中研院在1940年决定成立数学所，设数学所筹备处于昆明西南联大，姜立夫为主任。1946年中研院復员后，数学所筹备处迁往上海，接收位于上海岳阳路320号的原日本自然科学研究所。
1946年5月姜立夫去美国進修，经姜立夫推荐，陈省身任代理主任，主持一切事務，另有管理员梁国和协助行政、财务、文书等工作。筹备处先后到来的青年助理员有路见可、曹锡华、陈国才、陈素诚、吴文俊、周毓麟、叶彦谦、陈杰、陈德璜、叶兟、贺锡璋、马良、孙以丰、廖山涛、杨忠道等。陈省身每周讲12小时的拓扑学课程，培养了一批拓扑学家。第一年资深研究员为陈建功。
1947年7月，中研院数学所在上海正式成立，姜立夫为第1任所长；姜當時在美國，由陈省身代理所长。
1948年初，数学所迁到南京九华山。1948年6月姜立夫回国，请辞所长职，未果。1948年12月，陈省身去美國，月底姜立夫回任数学研究所所長。

### 遷址
1949年4月23日，中国人民解放军占领南京，姜立夫和数学所图书馆收藏的全部图书在年初已到台灣。中研院數學所搬來台灣後，原先在桃園楊梅，而後搬到台大校園內。
中研院數學所草創時期，姜立夫所長時代的數學所陣容如下：
- 專任研究員兼所長：姜立夫
- 專任研究員：陈省身、陈建功、华罗庚、李华宗
- 兼任研究員：苏步青、江泽涵、许宝騄、樊𰋀、段学复、周炜良
- 專任副研究員：胡世桢、王宪钟
- 助理員：曹锡华、周毓麟、叶彦谦、陈杰、陈德璜、林兟、贺锡璋、马良、孙以丰、廖山涛

姜立夫將圖書运往台湾的同時，應時任台大校長傅斯年邀請，同時在台大數學系擔任教授，和家人在台灣住了半年多，不久，四六事件爆發后，姜立夫飛廣州接下嶺南大學聘書，再也沒有回台灣。在建國中學初中部1年級讀了半年的兒子姜伯駒后來做了北京大學數學系教授。只有圖書資料留在台灣，讓中研院数学所成為中研院僅有的两个迁台机构之一（另一个是历史语言研究所）。數學所到台灣的只有圖書資料，不同於史語所還有部份人員來台。

## 歷任所長
| 任次 | 姓名   | 任期               | 備註     |
| ---- | ------ | ------------------ | -------- |
| 1    | 姜立夫 | 1947年–1948年6月間 |          |
| 2    | 陳省身 | 1948–1949年        | 代所長   |
| 3    | 周鴻經 | 1949年–1957年      | 代所長   |
| 4    | 林致平 | 1960年–1963年      |          |
| 5    | 劉世超 | 1963年–1963年      | 代理所務 |
| 6    | 許振榮 | 1963年–1965年      | 代所長   |
| 7    | 劉世超 | 1965年–1970年      | 代所長   |
| 8    | 周元燊 | 1970年–1977年      |          |
| 9    | 劉豐哲 | 1977年–1978年      | 代所長   |
| 10   | 樊𰋀   | 1978年–1984年      |          |
| 11   | 劉豐哲 | 1984年–1986年      |          |
| 12   | 李國偉 | 1987年             | 代理所務 |
| 13   | 李國偉 | 1987年–1993年      |          |
| 14   | 黃啟瑞 | 1993年–1996年      |          |
| 15   | 劉豐哲 | 1996年–2000年      |          |
| 16   | 劉太平 | 2000年–2004年      |          |
| 17   | 鄭日新 | 2004年–2006年      | 代所長   |
| 18   | 劉太平 | 2006年–2012年      |          |
| 19   | 翟敬立 | 2012年–2013年      | 代所長   |
| 20   | 程舜仁 | 2013年–2015年      | 代所長   |
| 21   | 程舜仁 | 2015年–2018年      |          |
| 22   | 程舜仁 | 2018年–2020年      | 代所長   |
| 23   | 李元斌 | 2020年–2023年      |          |
| 24   | 程舜仁 | 2023年–2024年      | 代所長   |
| 25   | 李元斌 | 2024年–現任        |          |

## 出版品
- 《數學傳播》（英語：Mathmedia）：為數學所科普性質的刊物，以中學以上程度對數學有興趣的大眾為受眾，旨欲傳播數學知識及促進數學教育為宗旨[3]。
- 《數學集刊》（英語：Bulletin of the Institute of Mathematics Academia Sinica）：創立於1973年，是數學所的學術期刊。

### 腳註
1. 1 2  . 中央研究院數學研究所. 2022. （原始内容存档于2022-03-27）.
2. ↑  謝天長.  (pdf). 數學傳播季刊. 1998-09-26, 23 (2). （原始内容存档 (PDF)于2024-07-26）.
3. ↑  . 數學傳播. 中央研究院數學研究所. 2023  [2024-07-26]. （原始内容存档于2025-02-06）.

### 文獻
- 陈省身，《陈省身文集》，上海：华东师范大学出版社，2002年。

## 外部連結
- 中央研究院數學研究所 （页面存档备份，存于）